# Полиэн из Лампсака
Полиэн из Лампсака (340-285 гг. до н.э.) — древнегреческий математик, философ, ученик и последователь Эпикура. 

## Жизнь
Дружба Полиэна с Эпикуром началась после вынужденного переезда последнего из Митилены в 307 или 306 году до н.э. в Лампсак, где сразу же была открыта новая философская школа, в которую вступил Полиэн. Связав себя в рамках новой школы с другими гражданами города, такими, как Метродор, Пифокл, Идоменей и рядом других, Полиэн вместе с Эпикуром и новыми учениками переехал в Афины, где они вместе основали философскую школу "Сад" во главе с Эпикуром, носящим титул гегемона; в то время как Полиэн, Гермарх и Метродор именовались kathegemones (фактически заместители главы).
Как говорит Филодем, Полиэн был человеком мягких и дружелюбных манер, он полностью принял философскую систему своего друга и, хотя ранее он приобрел большую репутацию математика, теперь вместе с Эпикуром он утверждал, что геометрия не имеет ценности. Но в этом утверждении можно, по крайней мере, сомневаться, поскольку несомненно то, что Полиэн написал математический труд «Пазлы» (греч. Aπoρίαι), в котором всё ещё сохраняется серьезное отношение к геометрии. Против этого трактата, выступил позже (прим. II век до н.э.)  другой эпикуреец-математик по имени Деметрий из Лаконии в работе «Нерешенные вопросы Полиэна» (греч. Πρὸς τὰς Πoλυαίνoυ ἀπoρίας). Полиэну приписывалось значительное количество фальшивых произведений, ровно как и Эпикуру; одно из них - «Против ораторов», подлинность которого подверглась сомнению и критике как Зеноном Сидонским, так и его учеником Филодемом.
Название сочинения «На луне» может намекать на разработку утопических или фантастических сюжетов. По крайней мере, близкий к эпикуреизму французский писатель XVII века Сирано де Бержерак отметился в этом жанре, равно как и близкий к эпикуреизму Вольтер в сочинении «Микромегас». Утопическая тематика не чужда античному эпикуреизму, судя по настенной надписи, оставленной Диогеном из Эноанды, в которой рисовалось общество, построенное на анархо-коммунистических началах.

## Сочинения
Работы, которые присваивают Полиэну, включают:
- Об определениях
- О философии
- Против Аристона (ученик стоика Зенона, отступник в рамках школы)
- Пазлы
- На луне
- Против ораторов
- Собрание писем